# 春日神社 (横須賀市)

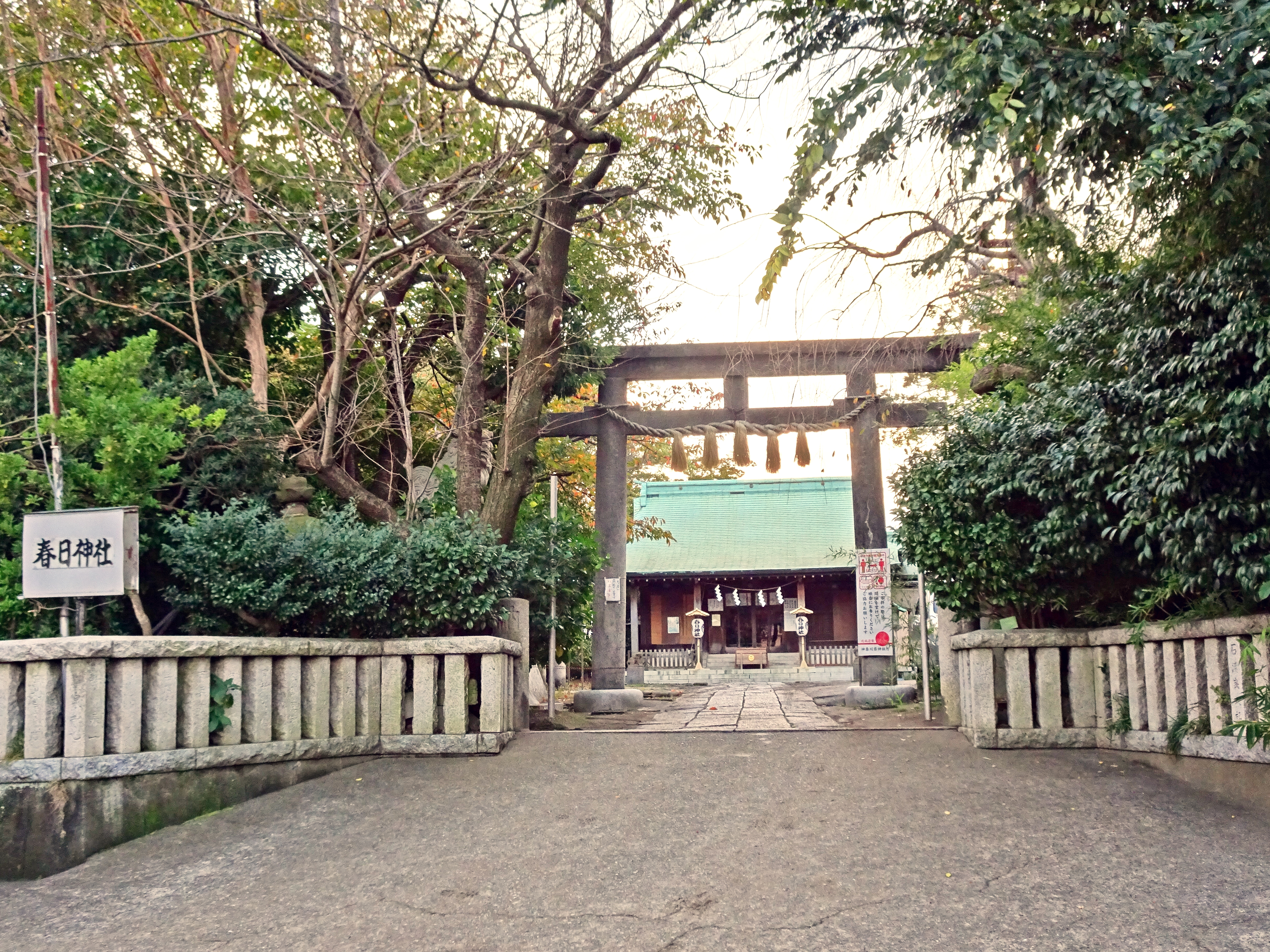
春日神社の鳥居

春日神社（かすがじんじゃ）は、神奈川県横須賀市三春町にある神社。地名を冠して三春春日神社（みはるかすがじんじゃ）とも称される他、下述するように元々は猿島に鎮座し十嶋大明神（とじまだいみょうじん）と称されていた。

## 概要
京急堀之内駅の北方近隣に鎮座している。
創建は不詳。猿島も含め社地周辺はかつて公郷（くごう）と呼ばれ、古代においては藤原氏の荘園だったため、平安時代に奈良の春日大社から分霊勧請したと伝えられる。
かつては猿島に鎮座し、島全体を境内とし、周辺小島も含めた総称「十嶋（とじま）」から採って「十嶋大明神（とじまだいみょうじん）」と呼ばれ、現在社殿がある場所には、その猿島に対する遥拝所が置かれていた。
明治5年（1872年）に村社列格するも、猿島が軍用地となった影響で、明治17年（1884年）に現在地に遷座。明治42年（1904年）、公郷（くごう）地域鎮座の15社10柱を合祀し、指定村社となった。

## 祭神
- 天児屋根命
- 日本武尊
- 伊弉諾尊
- 素盞嗚命
- 天照大神
- 海津見命
- 少彦名命
- 宇賀御魂命
- 木花咲耶姫命

## 境内社
- 豊守稲荷神社

## 祭事
- 1月1日 - 元旦祭
- 1月5日 - 新年祭
- 2月11日 - 建国記念祭（紀元祭）
- 2月17日 - 祈年祭（春祭）
- 6月30日 - 大祓
- 7月最終土・日曜日 - 例大祭
- 11月23日 - 新嘗祭
- 12月31日 - 大祓

## アクセス
- 京急堀之内駅から徒歩3分。